# Moniatycze
Moniatycze [pronunciación en polaco: /mɔɲaˈtɨt͡ʂɛ/] es un pueblo ubicado en el distrito administrativo de Gmina Hrubieszów, dentro del condado de Hrubieszów, voivodato de Lublin, en el este de Polonia, cerca de la frontera con Ucrania. Se encuentra a unos 6 kilómetros al norte de Hrubieszów y a 100 kilómetros al sureste de la capital regional Lublin.
El pueblo tiene una población de 473 habitantes.